# Sirenette in festa
Sirenette in festa (Merbabies), anche conosciuto col titolo I sirenetti, è il titolo di un cartone animato del 1938, incluso nella collana Sinfonie allegre, prodotto da Walt Disney. Le animazioni sono state supervisionate dallo studio di Hugh Harman e Rudolf Ising, il che è considerato come il primo cartone animato Disney a venire commissionato ad uno studio esterno e l'esordio di Art Riley.

## Trama
In mare aperto, si vedono dei sirenetti, ovvero delle  sirene (metà bambini e metà pesci) a cui piace molto giocare e schizzarsi con l'acqua. Durante una pausa fra gli scogli, i sirenetti vengono chiamati in acqua da una tromba: è quella di un circo che sta sfilando. I piccoli, tra le varie cose, viaggiano in conchiglie trainate da cavallucci marini e suonano tromboni e piatti. Quando però un sirenetto va a giocare vicino a una balena dormiente, una lumaca di mare la fa accidentalmente starnutire. Con questo potente starnuto la balena porta in superficie tutti i sirenetti: essi scompaiono e  non si saprà più nulla di loro.

## Distribuzione
Uscito negli Stati Uniti nel 1938, arrivò in Italia nel dopoguerra, nel 1948.

## Edizioni home video

### VHS
- La fabbrica dei sogni, settembre 1986

### DVD
Il cortometraggio è incluso nel DVD Il brutto anatroccolo e altre storie.